# Mór
Mór é o primeiro e único álbum de estúdio da banda galego-portuguesa de rock A Banda de Poi, lançado em 23 de Novembro de 2005.
No disco criticam-se os abusos do poder. Ilustram a capa do disco com a "Pedra Alta", a que se supõem que fora o Menir mais alto da Europa e que presidia a desaparecida Lagoa de Antela.

## Faixas do álbum
| N.º | Título              | Compositor(es) | Duração |  |
| 1.  | "Prisciliano"       |                | 04:53   |  |
| 2.  | "O Pirata"          |                | 03:31   |  |
| 3.  | "O Jogo"            |                | 03:39   |  |
| 4.  | "Mai"               |                | 04:01   |  |
| 5.  | "Fuckin' Ship"      |                | 04:32   |  |
| 6.  | "Welcome to Spain"  |                | 05:24   |  |
| 7.  | "Murphy"            |                | 03:07   |  |
| 8.  | "Um beijo"          |                | 05:17   |  |
| 9.  | "Kommies"           |                | 04:18   |  |
| 10. | "O Mapa do Tesouro" |                | 04:53   |  |
| 11. | "Mentira"           |                | 04:27   |  |
| 12. | "Murphinho"         |                | 02:40   |  |

## Curiosidades
Ademais também compuseram a canção "Mór" que só interpretavam nos concertos e não está editada.